# Oliveira (Barcelos)
Oliveira es una freguesia portuguesa del concelho de Barcelos, con 5,46 km² de superficie y 1038 habitantes (2001). Densidad de población: 190,1 hab/km².